# San Felice del Molise
San Felice del Molise (Filić in croato molisano) è un comune italiano di 525 abitanti della provincia di Campobasso, in Molise. In questo paese si è stabilita una comunità di croati del Molise.
È uno dei tre comuni del Molise di lingua e cultura croata, la cui presenza di popolazioni slave è testimoniata dal '600. Esse sono giunte in Italia, contemporaneamente agli albanesi, tra la fine del XV secolo e gli inizi del XVI secolo, provenienti forse dalla valle della Narenta, nell'attuale Bosnia ed Erzegovina e Croazia (Albania veneta). La lingua, lo slavo-croato molisano (štokava-ikava), è tuttora parlata e coltivata dai suoi abitanti.

## Origini del nome
Il paese, già denominato Sanctum Felicem nel Catalogus Baronum del XII secolo, cambiò inSan Felice Slavo nel 1863, cambiò nome in San Felice del Littorio durante il fascismo. Prese la denominazione in uso di San Felice del Molise nel 1949.
Il nome potrebbe avere origine dal culto locale per San Felice Papa, patrono storico del borgo, celebrato ogni 30 maggio secondo l'antica datazione del martirologio romano, corretta nello scorso secolo al 30 dicembre.

## Storia
Le origini di San Felice precedono di molti secoli l'arrivo delle comunità Slave, con attestazioni feudali a partire dal XII secolo, come proprietà del conte Roberto de Monticello per poi passare alla famiglia "di Somma" nel XIII secolo, e successivamente al casato dei Della Posta, sino al termine del XIV secolo, passando nel demanio regio ed ai Pappacoda di Larino, dopo la guerra di successione tra Luigi I d'Angiò e Carlo III di Napoli, e con una concessione rogata a Napoli in favore dei Pappacoda, da parte della regina Giovanna II di Napoli.
Dopo i dannosi eventi sismici del 1456 e le pestilenze che ne seguirono, il borgo fu ripopolato dai profughi slavi, e ad oggi, lo Stato italiano riconosce per questa e le altre comunità slavofone attigue al comune lo status di minoranza linguistica, pur riconoscendone come lingua minoritaria il croato anziché l'idioma localmente presente, la lingua croata molisana.
Il paese cominciò a popolarsi agli inizi del XVI secolo. L'allora vescovo di Termoli, Tomaso Giannelli scriveva:

### Simboli
Lo stemma e il gonfalone sono stati concessi con decreto del presidente della Repubblica del 20 febbraio 1985.
Il gonfalone è un dappo troncato d'azzurro e di rosso.

## Monumenti e luoghi d'interesse

### Castello ducale
Il palazzo ducale fu completato nel XVII secolo sulla costruzione in rovina del vecchio castello. È una struttura che mantiene le caratteristiche di maniero medievale: sugli angoli vi sono tracce delle vecchie torri quadrangolari. Il portale è arco semplice rivestito in bugnato.
Una leggenda vuole che il castello fu abitato dalla principessa Cecilia che morì a Roma santa.

### Chiesa di Santa Maria Divina del Castello
Fu costruita su una parte dei resti del castello. Risale al 1910 e si compone di una facciata in pietra molto allungata in maniera orizzontale, a forma di capanna. L'interno in pietra grezza è a navata unica e vi si venera la figura di Cecilia. Il campanile è una torretta.

### Chiesa di San Felice Papa
La chiesa fu costruita nel IX secolo come dimostrano alcune epigrafi sulla facciata. La chiesa ha forma di cappella ed è importante in ambito artistico perché non ha subito influssi barocchi e tardo medievali.
La struttura della facciata a capanna mostra un portale con architrave semplice a triangolo. La sommità è decorata da una cornice che segue il perimetro in modo ondulato. L'interno conserva un dipinto dedicato a San Felice.

## Società

### Evoluzione demografica
Abitanti censiti

## Economia

### Artigianato
Tra le attività più tradizionali vi sono quelle artigianali, che pur non essendo diffuse come nel passato non sono del tutto scomparse, e si distinguono per l'arte della tessitura a mano finalizzata alla realizzazione di coperte e di panni grezzi.

## Amministrazione
Di seguito è presentata una tabella relativa alle amministrazioni che si sono succedute in questo comune.
| Periodo         | Periodo         | Primo cittadino        | Partito                             | Carica                  | Note   |
| --------------- | --------------- | ---------------------- | ----------------------------------- | ----------------------- | ------ |
| 19 giugno 1985  | 28 maggio 1990  | Pietro Giorgetta       | Partito Comunista Italiano          | Sindaco                 | [ 11 ] |
| 28 maggio 1990  | 24 aprile 1995  | Pietro Giorgetta       | Partito Comunista Italiano          | Sindaco                 | [ 11 ] |
| 24 aprile 1995  | 14 giugno 1999  | Luigi Zara             | Partito Popolare Italiano           | Sindaco                 | [ 11 ] |
| 14 giugno 1999  | 29 gennaio 2002 | Luigi Zara             | Lista civica                        | Sindaco                 | [ 11 ] |
| 29 gennaio 2002 | 28 maggio 2002  | Francesca D'Alessandro | –                                   | Commissario prefettizio | [ 11 ] |
| 28 maggio 2002  | 29 maggio 2007  | Rosida Norelli         | Lista civica                        | Sindaco                 | [ 11 ] |
| 29 maggio 2007  | 7 maggio 2012   | Rosida Norelli         | Lista civica                        | Sindaco                 | [ 11 ] |
| 7 maggio 2012   | 11 giugno 2017  | Corrado Zara           | Lista civica Insieme per San Felice | Sindaco                 | [ 11 ] |
| 11 giugno 2017  | 12 giugno 2022  | Fausto Belucci         | Lista civica Progetto Sostenibile   | Sindaco                 | [ 11 ] |
| 12 giugno 2022  | in carica       | Corrado Zara           | Lista civica Insieme per San Felice | Sindaco                 | [ 11 ] |

## Cultura popolare
San Felice del Molise è protagonista di un capitolo del saggio umoristico Italiani con valigia del giornalista e scrittore Beppe Severgnini. Il paragrafo, intitolato "Salvate l'artigiano (San Felice Del Molise)", fa parte del capitolo "Viaggio in provincia", in cui il giornalista, guidato da un cittadino locale (in questo caso il commendator Romeo Zara), descrive alcune realtà provinciali.